# Kavárna Tři koruny (Novi Sad)
Kavárna Tři koruny (srbsky Кафана Три круне) je přízemní rohový dům v hlavním městě srbské autonomní oblasti Vojvodina, Novém Sadu, a to na rohu ulic Kisačka a Temerinska. Jedná se o historicky významnou budovu chráněnou jako kulturní památka. která je nápadná především díky vstupu s dvěma pilastry orientovanému přímo do křižovatky.
Dům nechal v roce 1902 zbudovat Lazar Đunđerski. Ve zdejší kavárně se často scházeli členové Radikální strany. Později zde sídlila prodejna státního podniku Agrovojvodina, který se zabýval prodejem zemědělské techniky.
Ve 21. století byla diskutována možná obnova stavby a její odkup městem a případná přestavba na kulturní centrum. Byl však představen i projekt výstavby výškových budov, který by znamenal zbourání tohoto domu.